# Czesi wołyńscy

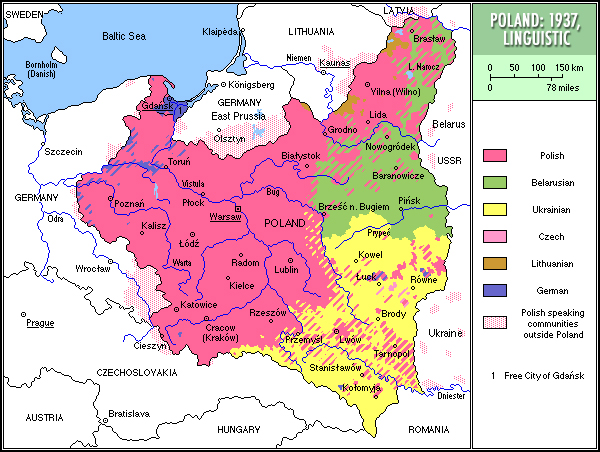
Języki w II Rzeczypospolitej; kolor jasnoróżowy przypisano językowi czeskiemu

Czesi wołyńscy (czes. volyňští Češi, Volyňáci, ukr. волинські чехи, wołynśki czechy) – mniejszość narodowa, która osiedliła się na środkowym i północnym Wołyniu (ob. północno-zachodnia Ukraina, dawna gubernia wołyńska) w XIX w.

## Historia

### Imperium Rosyjskie
Osadnictwo czeskie na Wołyniu było spowodowane ubóstwem rolników i drobnych rzemieślników czeskich w ówczesnych Austro-Węgrzech, którzy szukali możliwości wyjazdu do innych krajów. Pod koniec lat 60. XIX w. rosyjskie władze i car Aleksander II stworzyli bardzo dogodne warunki do kupowania ziemi na terenach Wołynia dla około 16 tysięcy emigrantów z Czech. Po klęsce powstania styczniowego rosyjskie władze odebrały polskiemu ziemiaństwu część majątków także na Wołyniu. Właściciele ziemscy stracili tanią siłę roboczą po wyzwoleniu chłopów z pańszczyzny i w tej sytuacji chętnie sprzedawali Czechom ziemię. Przykładem jest wioska Czeskie Nowosiółki, 14 km od Beresteczka, założona przez czeskich emigrantów, którzy wspólnie kupili 400 hektarów ziemi od polskiego szlachcica Aleksandra Sławoszewskiego. Ogółem gubernia wołyńska w 1897 r. była zamieszkana przez 27 670 Czechów, z których 92% miało rosyjskie obywatelstwo. Największa fala czeskich kolonistów przybyła na Wołyń w latach 1878–1897.

### II Rzeczpospolita
Po 1918 r. ta część Wołynia została włączona do Polski (województwo wołyńskie). Dla czeskich Wołyniaków oznaczało to okres dobrobytu i zwiększonego zbytu na produkty rolne.
Polski spis powszechny z 1921 wykazał, iż województwo wołyńskie zamieszkiwało około 25 tysięcy Czechów w 534 miejscowościach (w 107 z nich zamieszkiwało więcej niż 30 Czechów, w 51 Czesi byli jedyną ludnością). Według spisu powszechnego z 1931 językiem czeskim posługiwało się w Polsce 29 739 osób. Zdecydowaną większość w tej grupie stanowili Czesi wołyńscy (27 978 osób, czyli 1,5% ludności województwa wołyńskiego).
Czesi na terenie Wołynia mieli własne organizacje społeczne i kulturalne, 27 bibliotek, wydawano czeskie pisma „Hlas Volyně” oraz „Buditel”.
Intensywna uprawa roli była głównym źródłem utrzymania Czechów wołyńskich. Uprawiali głównie żyto i zajmowali się hodowlą bydła. Czesi posiadali także 10 regionalnych browarów, mleczarnie, cukrownie, olejarnie i młyny.
Czesi wołyńscy należeli w większości do Kościoła prawosławnego, który od 1928 r. przeszedł pod zwierzchnictwo Czeskiej Cerkwi Prawosławnej z władyką Gorazdem na czele. Centrum czeskiego prawosławia na Wołyniu stał się Kwasiłów, gdzie znajdował się prawosławny sobór i gdzie drukowano czasopismo religijne „Za pravdu”. W dwudziestoleciu międzywojennym w Kwasiłowie działał konsulat czechosłowacki, który swą jurysdykcją obejmował powiat łucki.

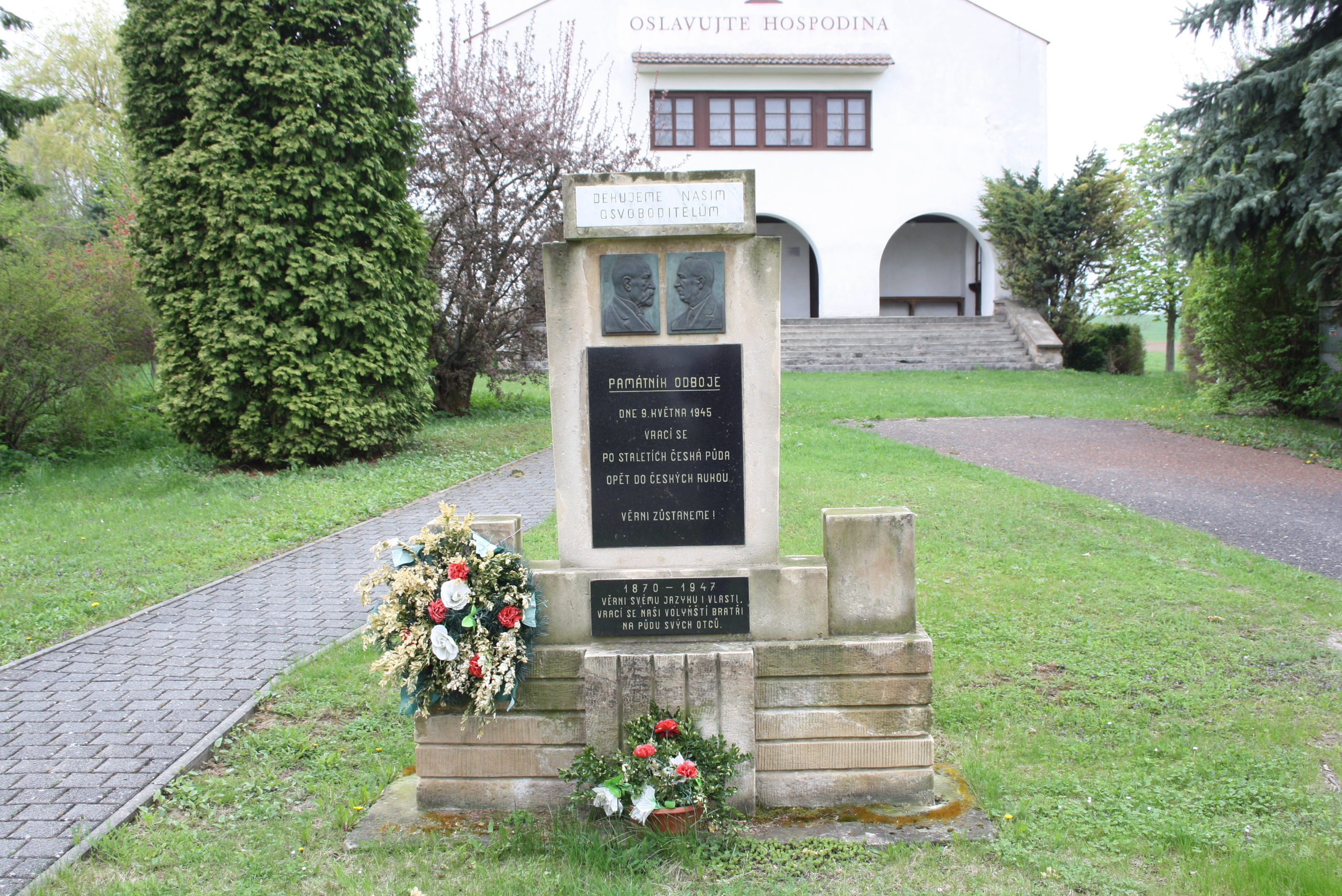
Pomnik, upamiętniający koniec II wojny światowej oraz powrót Czechów wołyńskich do ojczyzny (Chotiněves, Republika Czeska)

### II wojna światowa i wysiedlenia
17 września 1939 r. Armia Czerwona zajęła Wołyń. Już zimą 1940 r. sowieckie władze ogłosiły tworzenie kołchozów, co w praktyce oznaczało przymusowe upaństwowienie i kolektywizację całej ziemi rolnej. Okupacja niemiecka przerwała tę akcję, jednak przyniosła zwiększone represje przeciwko ludności cywilnej.
Rzeź wołyńska 1943–1944 spowodowała zniszczenie licznych gospodarstw czeskich, jednak ofiar śmiertelnych było niewiele. Armia Czerwona wróciła na Wołyń w lutym 1944 r. Towarzyszył jej I Czechosłowacki Korpus Armijny generała Ludvíka Svobody. W wioskach natychmiast ogłoszono mobilizację i zabrano wszystkich dorosłych mężczyzn do wojska. Czesi u gen. Svobody mieli wywalczyć sobie prawo do repatriacji. Przygotowania do niej trwały od jesieni 1946 r., jednak Józef Stalin przez 2 lata opóźniał ten proces. Niewielu Czechów (głównie z mieszanych małżeństw) zdecydowało się zostać na Wołyniu. Każda wyjeżdżająca rodzina miała prawo do zabrania pary koni, wozu, dwóch krów i 2 ton dobytku.
Repatriantów kierowano na teren dawnego Kraju Sudetów, opróżnionego z niemieckiej ludności (m.in. 66 rodzin czeskich osiadło na ziemi osobłoskiej). Zamieszkali przy granicy polskiej w okolicy Prudnika, w takich miejscowościach jak: Hrozová, Rusín, Bohušov, Osobłoga, Slezské Rudoltice, Slezské Pavlovice, Hlinka, Liptaň, Město Albrechtice, Karniów.

### Dalsze losy
W latach 90. do Czechosłowacji wróciło 1812 Czechów z Ukrainy.
Stowarzyszenie reprezentujące 700 rodzin Czechów wołyńskich w 2010 r. wystąpiło do premiera Republiki Czeskiej o odszkodowania za ziemię zabraną im na Wołyniu. Rząd odpowiedział im, że nie ma żadnych prawnych podstaw do wypłaty odszkodowań, bo nie byli wtedy obywatelami Czechosłowacji, a te tereny nigdy nie leżały w granicach tego państwa. Po wybuchu konfliktu ukraińsko-rosyjskiego w 2014 r. Czesi wołyńscy zwrócili się do rządu czeskiego z prośbą o pomoc w powrocie do Czech. Rząd uznał jednak, iż społeczności nie grozi niebezpieczeństwo i nie zaproponował im pomocy. We wrześniu 2014 r. Miloš Zeman zdecydował się zapewnić możliwość repatriacji 40 rodzinom. W ramach programu przesiedleń do Czech do 2015 r. wróciło 135 osób, które otrzymały prawo stałego pobytu.